# Стара пуща
Сар'янська пуща — лісовий масив у Міорському районі Вітебської області, на північному сході від села Долгінова. Площа 0,9 тис. га.
Переважають ялинники та похідні від них березняки та осики. Широколистяні ліси займають околиці пущі. У деревостанів зустрічається дуб. У підліску ліщина, бруслина бородавчаста, жимолость лісова. Західніше пущі протікає річка Волт, східна частина лісового масиву перебуває у складі водоохоронної зони Західної Двіни.
Популярне місце проведення відпочинку в подорожуючих.